# Perma.cc
Perma.cc (Perma) — некоммерческий сервис по архивированию интернет-источников, цитируемых в научных работах и в области правосудия. Портал был создан в 2013 году в рамках сотрудничества между Library Innovation Lab и библиотекой Гарвардской школы права. Предпосылкой создания Perma.cc послужило проведённое профессорами юридического факультета Гарвардского университета исследование вымирания ссылок в документах правовой сферы. Оно показало, что более 50 % используемых в судебных решениях электронных ссылок больше не ведут на исходный материал. Для научных журналов аналогичный показатель составил более 60 %.
Perma.cc архивирует документы и осуществляет дальнейшее долгосрочное хранение архивированных материалов в партнёрстве с широкой сетью институциональных партнёров, каждый из которых имеет доступ к зеркалам базы данных. К 2019 году на портале было зарегистрировано около 25 000 пользователей, которые заархивировали более 1 млн ссылок. На 2022 год в сеть Perma.сс входили более 150 учреждений, в том числе Библиотеки Стэнфордского университета, Бостонский колледж, Техасский университет в Остине, «Архив Интернета», «Цифровая публичная библиотека Америки», Библиотека Конгресса, Министерство юстиции США, а также суды штатов Теннесси, Аризоны, Висконсина, Вермонта, Вашингтона, Массачусетса, Монтаны, Индианы, Мичигана и других.

## История
Сервис Perma.cc был создан в 2013 году в рамках сотрудничества библиотеки Гарвардской школы права и Library Innovation Lab. Предпосылкой для его создания стало проведённое профессорами юридического факультета Гарвардского университета исследование распространённости вымирания ссылок в области юриспруденции. Авторы проанализировали судебные решения Верховного суда США и статьи трёх основных юридических журналов Гарвардского университета — Harvard Law Review (HLR), Harvard Journal of Law & Technology (HJLT) и Harvard Human Rights Journal (HRJ). Согласно результатам исследования, более 50 % ссылок в судебных решениях и более 60 % ссылок в научных статьях больше не вели на исходный материал. Исследование согласовало результаты проводимого ранее анализа решений Верховного суда США за 2009—2010 год, согласно которому 29 % цитируемых онлайн-материалов перестали быть доступными.
Авторы опубликованного исследования — Джонатан Зиттрейн, Лоуренс Лессиг и Кендра Альберт — предложили учёным и специалистам в сфере юриспруденции архивировать цитируемые веб-страницы и, таким образом, предотвратить вымирание ссылок. Решить поставленную задачу был призван сервис Perma.cc или Perma, над созданием которого работали исследователи Гарвардского университета и разработчики ПО. Ведущим исполнителем проекта стал Мэтт Филлипс. В обсуждении Perma.cc принимали участие представители более шестидесяти библиотек юридических факультетов, а также Центра Беркмана по изучению Интернета и общества, «Архива Интернета» и «Цифровой публичной библиотеки Америки». Проект был задуман как некоммерческий, с финансированием за счёт бюджетов партнёрских библиотек и грантов.
Perma.cc обеспечивает долгосрочное хранение архивированных материалов благодаря широкой сети институциональных партнёров, каждый из которых воспроизводит и пополняет зеркало основной базы данных. На момент запуска у Perma.cc были заключены соглашения с 26 научными учреждениями и некоммерческими организациями, включая Библиотеки Стэнфордского университета, Бостонский колледж, Техасский университет в Остине, «Архив Интернета» и «Цифровую публичную библиотеку Америки». Спустя два года после запуска коллекция Perma.cc включала более 104 тыс. заархивированных страниц, а количество партнёрских организаций увеличилось до 90. К 2019 году на портале зарегистрировались около 25 000 пользователей, которые в общей сложности заархивировали более 1 млн ссылок. На 2022 год в сеть Perma.сс входили более 150 учреждений, включая Библиотеку Конгресса, Министерство юстиции США, суды штата Теннесси, Аризоны, Висконсина, Вермонта, Вашингтона, Массачусетса, Монтаны, Индианы, Мичигана.
В 2015 году сервис стал победителем международной профессиональной интернет-премии Webby Awards и получил награду как лучший веб-проект в области права.
В 2016 году Институт музейного и библиотечного обслуживания США выделил Гарвардской Library Innovation Lab грант размером 700 000 долларов США на расширение деятельности сервиса на все области науки. Средства были вложены в техническое сопровождение расширения базы пользователей, работу по внедрению Perma.cc в национальные академические библиотеки, а также на разработку системы коммерческих подписок.
В августе 2021 года портал подвергся критике за несовершенную систему хранения материалов — опубликованное в New Scientist исследование 16 627 статей, заархивированных 17 европейскими и американскими организациями, показало, что некоторые генерируемые Perma.cc ссылки больше не работают.

## Принцип работы
Для научных учреждений, журналов и судов доступ к Perma.сс предоставляется бесплатно. Организации-члены могут зарегистрировать для своих сотрудников неограниченное количество учётных записей с безлимитным доступом к архивации веб-материалов. Для каждого члена сети Perma.cc создаётся отдельное пространство, где все аффилированные с организацией пользователи могут совместно работать. В 2017-м портал добавил возможность создания бесплатных учётных записей с возможностью сохранения 10 веб-страниц ежемесячно, а также внедрил систему коммерческих подписок для не связанных с наукой или судебной системой учреждений (таких как частные юридические фирмы). С 2019 года лимит ссылок на архивацию для бесплатных учётных записей был ограничен десятью, без возможности продления ежемесячной подписки.
В отличие от другого крупного сервиса веб-архивирования — Wayback Machine — Perma.cc не использует поисковых роботов для сохранения интернет-страниц, пользователи сервиса самостоятельно архивируют необходимые источники. После получения запроса на архивацию Perma.cc добавляет веб-страницу в формате WARC в хостинг Amazon S3. Через несколько секунд после этого копия файла WARC автоматически сохраняется на расположенный в Германии сервер. Архивированные версии веб-страниц содержат дополнительные метаданные, такие как время и дата архивации. Также Perma.cc сохраняет список архиваций каждой отдельной учётной записи.
В результате пользователи получают так называемую perma link — постоянную ссылку на исходный материал, действующую даже в том случае, если первоисточник был удалён. Перейдя по perma link пользователь получает доступ к снимку экрана в формате PNG, сделанному в момент архивирования страницы, а также к сохранённой HTML-версии страницы. Впоследствии авторы могут использовать данную ссылку в цитировании, вставляя её либо вместо оригинального URL-адреса, либо в дополнении к нему.
Большинство заархивированных через Perma.cc документов находится в открытом доступе. Сервис не архивирует защищённые пейволлом материалы. Например, при попытке создать perma link на статью в The Wall Street Journal пользователь увидит баннер с просьбой приобрести подписку, а не текст статьи. Однако у сервиса есть и так называемый dark archive («тёмный архив») — коллекция архивированных сайтов, закрытых от публичного доступа по желанию пользователей. Туда сохраняются и веб-страницы, владельцы которых включили в код сайта стандарт исключений для роботов. Для получения доступа к таким материалам пользователь может оставить запрос через любую партнёрскую организацию.
Perma.cc не несёт ответственности за содержание архивируемых материалов. Согласно правилам сервиса, пользователи могут использовать коллекцию Perma.cc только для некоммерческих целей, не нарушающих чьи-либо авторские и другие права.